# Implantes extraterrestres
Los Implantes extraterrestres o Implantes alienígenas (término usado comúnmente en el campo de la ufología) son objetos físicos y pequeños con propiedades de microchips que supuestamente son colocados en el cuerpo de alguien poco después de haber sido abducido por extraterrestres.

## Descripción
Así, las principales investigaciones sobre el tema, han sido realizadas por otras comunidades, tales como el podólogo estadounidense Roger Leir, creador de la Fundación para la Investigación Interactiva y la Tecnología Espacial (FIRST); quién afirma luego de analizar muestras en Laboratorios como el Los Álamos National Laboratories[cita requerida] o el New Mexico Tech que habría recuperado alrededor de una docena de este tipo de implantes en operaciones a pacientes. Asegura luego de analizarlos, que estos implantes tienen unas características inusuales, incluyendo la emisión de señales de radio y el movimiento por separado bajo la piel de los sujetos. 
- Datos: Q3100591